# Raritan (Illinois)
Pour les articles homonymes, voir Raritan.
Raritan, est un village du comté de Henderson dans l'Illinois, aux États-Unis,. Situé au centre du comté, il est incorporé le 24 août 1959.

## Démographie
Lors du recensement de 2010, le village comptait une population de 138 habitants. Elle est estimée, en 2016, à 130 habitants.